# Setka (1. Dynastie)
Setka war ein hoher altägyptischer Beamter, der unter König (Pharao) Wadji in der 1. Dynastie seinen Dienst versah.
Er ist vor allem von seiner Grabstele aus Abydos bekannt. Diese befand sich einst an seinem Grab, das wiederum eines der Nebengräber am Grab des Wadji war. Die Stele befindet sich heute im Oriental Institute Museum (Nr. 6743) in Chicago.
Setka trägt Titel, die ihn als „Verwalter des königlichen Palastes“ und als „Versorger des Königsgrabs“ (Sechenu-ach) auszeichnen. Er ist der bislang erste Beamte, unter welchem die Einrichtung Per-nisut (zu deutsch „Haus des Königs/Königshaus“) namentlich erwähnt ist, für diese war Setka verantwortlich gewesen. Es gibt einen weiteren Würdenträger mit dem Namen Setka, der von Siegelabrollungen bekannt ist. Dieser trägt jedoch andere Titel und es bleibt unklar, ob beide Personen identisch sind.